# Miracolo nella 34ª strada
Miracolo nella 34ª strada (Miracle on 34th Street) è un film del 1994 diretto da Les Mayfield e con protagonista Richard Attenborough nei panni di Babbo Natale. È un remake del celebre film Il miracolo della 34ª strada  del 1947 diretto da George Seaton.

## Trama
24 novembre, giorno del ringraziamento. Tony, il Babbo Natale dei grandi magazzini Cole, dovrebbe chiudere sulla slitta tirata da delle finte renne la grande sfilata per le strade di New York; tuttavia viene sorpreso ubriaco durante lo svolgimento del suo lavoro dal signor Kris Kringle. Dato il suo aspetto molto somigliante a Babbo Natale, quest'ultimo viene assunto al posto di Tony dalla signora Dorey Walker.
Kris si immedesima nei panni di Babbo Natale e sostiene di esserlo veramente. Tutti i bambini credono che lui sia il vero Babbo Natale, tranne Susan, la dolce figlia di Dorey, mentre un suo amico, Bryan Bedford, cerca di convincere la piccola a credere. Alla fine anche Susan inizia ad affezionarsi a Kris, e una sera, mentre le fa da babysitter, gli confessa cosa vorrebbe per Natale: un papà, una casa e un fratellino. Kris convince la piccola che se inizierà a credere in Babbo Natale avrebbe ottenuto quelle cose e Susan inizia a credere.
Nel frattempo i magazzini Lanbergh, concorrenti dei magazzini Cole, ordiscono un piano per screditare il Babbo Natale di Cole Kris Kringle, riuscendo a farlo arrestare e a rinchiuderlo in una clinica psichiatrica. Con l'aiuto di Bryan che è un avvocato, Dorey prende il caso di Kris in tribunale e si batte affinché la gente si convinca che Babbo Natale esista. Quando tutto sembra ormai compromesso per Kris Kringle poiché non si è riusciti a dimostrare la vera esistenza di Babbo Natale, la piccola Susan si avvicina mostrando al giudice una cartolina di Natale con una banconota da un dollaro. Sul retro è stata cerchiata la scritta "In God we trust" ("In Dio noi confidiamo"), perciò il giudice emette la sua sentenza sullo stesso principio di fiducia in Babbo Natale e Kris viene scagionato.
A seguito del caso giudiziario, Dorey e Bryan sono manovrati da Kris nel realizzare i loro veri sentimenti per l'altro, e si sposano in una piccola cerimonia subito dopo la messa di mezzanotte della vigilia di Natale. La mattina di Natale, Susan si sveglia scoprendo il matrimonio rendendosi conto che il suo desiderio di avere un papà per Natale si è esaudito; si avvera anche il suo desiderio di avere una casa, siccome il signor Kringle l'aveva comprata quella notte proprio per loro. Quando Dorey e Bryan chiedono a Susan che cosa avesse chiesto per Natale oltre a quelle due cose, lei confessa di aver chiesto un fratellino, e i due coniugi abbassano lo sguardo verso il grembo di Dorey e si baciano.

## Accoglienza

### Incassi
Al botteghino, il film è uscito all'ottavo posto con $ 2.753.208 e alla fine si è concluso con $ 17.320.146 in Nord America e $ 46.264.384 in tutto il mondo.

### Critica
Rotten Tomatoes ha dato al film un punteggio del 60% sulla base delle recensioni di 35 critici. TV Guide ha definito il film "curiosamente deprimente", mentre Desson Howe del Washington Post ha affermato, in contrasto con la versione del 1947, che "non sarà più trovato in televisione (o il suo equivalente informatico) tra mezzo secolo." I suoi sostenitori includevano Gene Siskel e Roger Ebert, che hanno dato al film "due pollici in su" nel loro show. Michael Medved di Sneak Previews ha dichiarato: "Questo è il nuovo classico delle vacanze che l'America stava aspettando".

## Riconoscimenti
- 1995 - Saturn Awards
  - Candidatura come miglior attore non protagonista (Richard Attenborough)